# Sultangråfågel
Sultangråfågel (Edolisoma grayi) är en fågelart i familjen gråfåglar inom ordningen tättingar.

## Utbredning och systematik
Sultangråfågeln delas in i två underarter med följande utbredning:
- Edolisoma grayi pererratum – förekommer i Tukangbesiöarna
- Edolisoma grayi grayi – förekommer i norra Moluckerna (Morotai till Bacan)

Fågeln kategoriserades tidigare som en del av Edolisoma tenuirostre, men urskiljs sedan 2024 som egen art baserat på skillnader i genetik, utseende och läten. IUCN och Birdlife International urskiljer grayi som egen art, men lämnar perreratum i Edolisoma tenuirostris.

## Utseende och status
Den kategoriseras av IUCN som livskraftig. Dock gäller denna bedömning endast grayi, ej pererratum som IUCN inkluderar i Edolisoma tenuirostris.